# Маяки (Окнянский район)
Маяки (укр. Маяки) — село, относится к Окнянскому району Одесской области Украины.
Население по переписи 2001 года составляло 636 человек. Почтовый индекс — 67943. Телефонный код — 4861. Занимает площадь 1,02 км². Код КОАТУУ — 5123182501.

## Местный совет
67943, Одесская обл., Окнянский р-н, с. Маяки